# Acontius hartmanni
Acontius hartmanni är en spindelart som beskrevs av Karsch 1879. Acontius hartmanni ingår i släktet Acontius och familjen Cyrtaucheniidae. Inga underarter finns listade i Catalogue of Life.